# بنی‌تیم
بنی‌تیم (به عربی: بنو تيم) تیره‌ای از قبیله قریش بودند. آن‌ها دیه و جریمه‌ها را تعیین می‌کردند.

## تبارشناسی
نسبت آن‌ها به تیم بن مره بن کعب بن لوی بن غالب بن فهر بن مالک بن نضر بن کنانه بن خزیمه بن مدرکه بن الیاس بن مضر بن نزار بن معد بن عدنان می‌رسد.

## نامداران
- ابوبکر[۲]
- طلحه بن عبدالله[۳][۴]
- عبدالرحمن بن ابی‌بکر
- محمد بن ابی‌بکر
- عایشه بنت ابی‌بکر[۵]
- اسما بنت ابی‌بکر
- ام کلثوم بنت ابی‌بکر